# Terneuzen
Terneuzen este o comună și o localitate în provincia Zeelanda, Țările de Jos.

## Localități componente
Terneuzen (24.150 loc.), Axel (8.274 loc.), Sas van Gent (4.000 loc.), Zaamslag (3.018 loc.), Hoek (3.000 loc.), Koewacht (2.700 loc.), Sluiskil (2.700 loc.), Philippine (2.200 loc.), Westdorpe (2.028 loc.), Biervliet (1.671 loc.), Zuiddorpe (1.000 loc.), Zandstraat (379 loc.), Spui (300 loc.), Overslag (250 loc.).